# دورسلی
longitudeدورسلیlatitudeدورسلی
دروسلی (به انگلیسی: Dursley) یک شهرک در بریتانیا است که در انگلستان واقع شده‌است.

## خصوصیات
دروسلی ۵٬۸۱۴ نفر جمعیت دارد.